# 北海道の超高層建築物の一覧
北海道の超高層建築物の一覧（ほっかいどうのちょうこうそうけんちくぶつのいちらん）は、北海道にある高さ100m以上の超高層建築物の一覧である。

## 概説
北海道で最も高い建築物は札幌市にあるONE札幌ステーションタワー（高さ175.2m、48階建て）である。
北海道の超高層建築物は道庁所在地であり、政令指定都市である札幌市に集中している。
札幌駅に、高さ236mの超高層ビルを建設予定である。
また、リゾート地である占冠村にも超高層ホテルが建設されている。

## 一覧
凡例
- 高さは建築物本体を基準とし、アンテナなどの高さは除く。
- 高さの比較のため鉄塔や煙突などの自立式構築物も掲載するが、高さの順位からは除く[注 2][注 3]。
- 建築物一覧については、建物が落成した（もしくは、一部供用が始まる）ものを掲載しています。
- = は同じ高さのため同順位の建築物。

|     | 名称                                 | 画像                                 | 高さ    | 階数 | 主な用途                    | 竣工年 | 所在地 | 出典                                |
| --- | ------------------------------------ | ------------------------------------ | ------- | ---- | --------------------------- | ------ | ------ | ----------------------------------- |
| 1   | ONE札幌ステーションタワー            | ONE札幌ステーションタワー            | 175.2m  | 48階 | 住宅 オフィス 文化施設 店舗 | 2023年 | 札幌市 | [ 1 ] [ 個 1 ]                      |
| 2   | JRタワー                             | JRタワー                             | 173.0m  | 38階 | オフィス ホテル 店舗        | 2003年 | 札幌市 | [ 2 ] [ 3 ] [ 4 ] [ 5 ] [ 個 2 ]    |
| –   | さっぽろテレビ塔                     | さっぽろテレビ塔                     | 147.2m  |      | 電波塔                      | 1957年 | 札幌市 | [ 6 ] [ 個 3 ]                      |
| 3   | D'グラフォート札幌ステーションタワー | D'グラフォート札幌ステーションタワー | 143.15m | 40階 | 住宅 オフィス 店舗          | 2007年 | 札幌市 | [ 7 ] [ 8 ] [ 個 4 ] [ 報 1 ] [ 9 ] |
| 4   | ザ・サッポロタワー琴似               | ザ・サッポロタワー琴似               | 135.6m  | 40階 | 住宅                        | 2006年 | 札幌市 | [ 10 ] [ 11 ] [ 12 ] [ 個 5 ]       |
| 5   | シティタワー札幌大通                 | シティタワー札幌大通                 | 135.39m | 41階 | 住宅                        | 2007年 | 札幌市 | [ 10 ] [ 13 ] [ 個 6 ]              |
| 6   | プレミスト琴似スカイクロスタワー     | プレミスト琴似スカイクロスタワー     | 128.2m  | 40階 | 住宅                        | 2013年 | 札幌市 | [ 個 7 ] [ 一 1 ]                   |
| 7   | プレミスト札幌ターミナルタワー       | プレミスト札幌ターミナルタワー       | 128.1m  | 38階 | 住宅                        | 2015年 | 札幌市 | [ 個 8 ]                            |
| 8   | さっぽろ創世スクエア                 | さっぽろ創世スクエア                 | 124.25m | 28階 | オフィス 文化施設           | 2018年 | 札幌市 | [ 個 9 ]                            |
| 9=  | 星野リゾート トマム ザ・タワーII     | 星野リゾート トマム ザ・タワーII     | 121.0m  | 36階 | ホテル                      | 1989年 | 占冠村 | [ 個 10 ]                           |
| 9=  | 星野リゾート トマム ザ・タワーI      | 星野リゾート トマム ザ・タワーI      | 121.0m  | 36階 | ホテル                      | 1987年 | 占冠村 | [ 個 11 ]                           |
| 11  | moyuk SAPPORO                        |                                      | 117.14m | 28階 | 住宅 店舗                   | 2023年 | 札幌市 | [ 14 ] [ 15 ] [ 個 12 ]             |
| 12  | ホテルエミシア札幌                   | ホテルエミシア札幌                   | 115.0m  | 32階 | ホテル                      | 1996年 | 札幌市 | [ 10 ] [ 16 ] [ 17 ] [ 個 13 ]      |
| 13= | リゾナーレトマム ノース              | リゾナーレ トマム ノース             | 112.5m  | 32階 | ホテル                      | 1992年 | 占冠村 | [ 個 14 ]                           |
| 13= | リゾナーレトマム サウス              | Clip                                 | 112.5m  | 32階 | ホテル                      | 1991年 | 占冠村 | [ 個 15 ]                           |
| 15  | AMS NEW TOWER 中島                   | AMS NEW TOWER 中島                   | 108.0m  | 34階 | 住宅                        | 2006年 | 札幌市 | [ 10 ] [ 18 ] [ 個 16 ]             |
| 16  | 札幌プリンスホテルタワー             | 札幌プリンスホテルタワー             | 107.4m  | 28階 | ホテル                      | 2004年 | 札幌市 | [ 10 ] [ 19 ] [ 20 ] [ 個 17 ]      |
| –   | 五稜郭タワー                         | 五稜郭タワー                         | 107.0m  |      | 展望台                      | 2006年 | 函館市 |                                     |
| 17  | ティアラタワー中島倶楽部             | ティアラタワー中島倶楽部             | 106.0m  | 33階 | 住宅                        | 2005年 | 札幌市 | [ 10 ] [ 18 ] [ 個 18 ]             |
| 18  | シティタワー札幌                     | シティタワー札幌                     | 105.45m | 31階 | 住宅                        | 2019年 | 札幌市 | [ 個 19 ]                           |
| –   | NHK札幌放送会館（鉄塔）              | NHK札幌放送会館                      | 105.0m  |      | 鉄塔                        | 2020年 | 札幌市 | [ 21 ] [ 22 ]                       |
| 19  | D'グラフォート東札幌ビエントタワー   | D'グラフォート東札幌ビエントタワー   | 104.0m  | 30階 | 住宅                        | 2006年 | 札幌市 | [ 10 ] [ 23 ] [ 個 20 ]             |
| 20  | プライムアーバン札幌リバーフロント   | プライムアーバン札幌リバーフロント   | 102.14m | 30階 | 住宅                        | 2008年 | 札幌市 | [ 18 ] [ 個 21 ]                    |
| 21  | 札幌センタービル                     | 札幌センタービル                     | 102.0m  | 25階 | オフィス                    | 1987年 | 札幌市 | [ 24 ] [ 25 ] [ 個 22 ]             |
| 22  | パシフィックタワー札幌               | パシフィックタワー札幌               | 101.01m | 31階 | 住宅                        | 2008年 | 札幌市 | [ 個 23 ]                           |
| 23  | ヴェルビュタワー琴似                 | ヴェルビュータワー琴似               | 101.0m  | 30階 | 住宅 店舗                   | 2002年 | 札幌市 | [ 26 ] [ 27 ] [ 個 24 ]             |
| 24  | プライムレジデンス知事公館前         | プライムレジデンス知事公館前         | 100.69m | 30階 | 住宅                        | 2006年 | 札幌市 | [ 個 25 ]                           |
| 25= | ビッグタワー南3条                    | ビッグタワー南3条                    | 100.0m  | 31階 | 住宅                        | 2007年 | 札幌市 | [ 個 26 ]                           |
| 25= | ザ・タワー中島公園                   | THE TOWER 中島公園                   | 100.0m  | 30階 | 住宅                        | 2002年 | 札幌市 | [ 18 ] [ 28 ] [ 29 ] [ 個 27 ]      |

## 現存しない超高層建築物・構築物
| 名称             | 画像 | 高さ | 階数 | 竣工年 | 解体年 | 所在地 | 備考                       |
| ---------------- | ---- | ---- | ---- | ------ | ------ | ------ | -------------------------- |
| 北海道百年記念塔 |      | 100m | 25階 | 1970年 | 2023年 | 札幌市 | 2014年から閉鎖されていた。 |

## 未完成の建築物・構築物

### 建設中
以下は建設中の高さ100メートル以上の建築物の一覧である。
| 名称                           | 高さ    | 階数 | 竣工予定  | 所在地 | 備考 | 出典                    |
| ------------------------------ | ------- | ---- | --------- | ------ | --- | ----------------------- |
| アーバンネット札幌リンクタワー | 110.9m  | 26階 | 2026年6月 | 札幌市 | 札幌HBC跡地計画（札幌北1西5計画）。施工不良が発覚したため建て直しとなり、竣工は当初の2024年より2年遅れる見込みである | [ 31 ] [ 32 ] [ 個 28 ] |
| シティタワー札幌すすきの       | 101.97m | 28階 | 2026年    | 札幌市 | （仮称）南5西7計画                                                                                                   | [ 18 ] [ 個 29 ]        |

### 計画中
以下は建設が計画されている高さ100メートル以上の建築物の一覧である。
| 名称                                          | 高さ   | 階数 | 着工予定 | 竣工予定 | 所在地   | 備考 | 出典          |
| --------------------------------------------- | ------ | ---- | -------- | -------- | -------- | ---- | ------------- |
| 札幌駅交流拠点北5西1・西2地区市街地再開発事業 | 236.2m | 43階 |          | 2034年   | 札幌市   |      | [ 個 30 ]     |
| 大通西4南地区第1種市街地再開発事業            | 185m   | 34階 |          | 2029年   | 札幌市   |      | [ 33 ] [ 34 ] |
| 札幌駅南口北4西3地区第一種市街地再開発事業    | 158.3m | 33階 |          | 2028年   | 札幌市   |      | [ 個 31 ]     |
| 大林組ボールパークタワマン計画                | 130m   | 36階 |          |          | 北広島市 |      |               |
| 新千歳空港新管制塔                            | 105m   |      | 2026年   | 2028年   | 千歳市   |      | [ 35 ]        |